# UGC 8696
UGC 8696 (również Markarian 273 lub PGC 48711) – galaktyka o dziwnym kształcie, przypominającym szczoteczkę do zębów. Znajduje się w konstelacji Wielkiej Niedźwiedzicy w odległości około 500 milionów lat świetlnych od Ziemi.
Centralny obszar galaktyki został silnie zniekształcony. Galaktyka ta posiada wyjątkowy ogon, rozciągający się na odległość około 130 tysięcy lat świetlnych. Jego obecność wskazuje na to, że UGC 8696 powstała w wyniku połączenia się galaktyk. Obserwacje prowadzone w bliskiej podczerwieni wskazują, że jądro galaktyki składa się z dwóch części. W UGC 8696 znajduje się region, w którym odbywają się intensywne procesy gwiazdotwórcze – w ciągu roku powstają w nim gwiazdy o łącznej masie równej 60 mas Słońca.
Jest to galaktyka Seyferta typu 2.